# Avnede Sogn
Avnede Sogn 
ist eine Kirchspielsgemeinde (dän.: Sogn)
auf der Insel Lolland im südlichen Dänemark.
Bis 1970 gehörte sie zur Harde Lollands Sønder Herred im damaligen Maribo Amt, danach zur Højreby Kommune im Storstrøms Amt, die im Zuge der  Kommunalreform zum 1. Januar 2007 in der Lolland Kommune in der Region Sjælland aufgegangen ist.
Im Kirchspiel leben 269 Einwohner (Stand: 1. Januar 2023).
Im Kirchspiel liegt die Kirche „Avnede Kirke“.
Nachbargemeinden sind im Norden Stormarks Sogn und Halsted Sogn, im Osten und Süden Søllested-Skovlænge-Gurreby Sogn und Arninge Sogn und im Westen Sankt Nikolai Sogn.